# Dick Pope
Dick Pope   (Bromley, 3 d'agost de 1947 - 21 d'octubre de 2024) va ser un director de fotografia anglès. Va treballar en nombroses pel·lícules del director Mike Leigh. Va ser nominat a l'Oscar a la millor fotografia per L'il·lusionista (2006) i al Premi Vulcain de l'artista tècnic per Mr. Turner (2014) al 67è Festival Internacional de Cinema de Canes.

## Filmografia
| Any  | Pel·Lícula                             | Director              | Altres notes |
| ---- | -------------------------------------- | --------------------- | --- |
| 1980 | Women in Rock                          | Wolfgang Büld         | Documental |
| 1980 | Punk and Its Aftershocks               | Wolfgang Büld         | Documental títol alternatiu: British Rock |
| 1985 | The Girl in the Picture                | Cary Parker           | |
| 1986 | Coming Up Roses                        | Stephen Bayly         | |
| 1987 | Porterhouse Blue                       | Robert Knights        | TV series: 4 episodes |
| 1990 | La pell que brilla                     | Philip Ridley         | |
| 1990 | Dark City                              | Chris Curling         | |
| 1990 | Life Is Sweet                          | Mike Leigh            | |
| 1992 | A Sense of History                     | Mike Leigh            | Curtmetratge |
| 1993 | Naked                                  | Mike Leigh            | |
| 1994 | The Air Up There                       | Paul Michael Glaser   | |
| 1995 | Nothing Personal                       | Thaddeus O'Sullivan   | |
| 1995 | Una insòlita aventura                  | Mike Newell           | |
| 1996 | Secrets i mentides                     | Mike Leigh            | |
| 1997 | Career Girls                           | Mike Leigh            | |
| 1997 | Swept from the Sea                     | Beeban Kidron         | Títol alternatiu: Amy Foster |
| 1999 | Topsy-Turvy                            | Mike Leigh            | |
| 1999 | The Debt Collector                     | Anthony Neilson       | |
| 2000 | Segrest infernal                       | Christopher McQuarrie | |
| 2001 | Thirteen Conversations About One Thing | Jill Sprecher         | |
| 2002 | Nicholas Nickleby                      | Douglas McGrath       | |
| 2004 | El secret de Vera Drake                | Mike Leigh            | |
| 2006 | Man of the Year                        | Barry Levinson        | |
| 2006 | L'il·lusionista                        | Neil Burger           | New York Film Critics Online Award a la millor fotografia San Diego Film Critics Society Award a la millor fotografia Nominada—Oscar a la millor fotografia Nominada—Premi ASC a l'èxit excepcional en cinematografia |
| 2007 | Honeydripper                           | John Sayles           | |
| 2008 | Angus, Thongs and Perfect Snogging     | Gurinder Chadha       | |
| 2008 | Me and Orson Welles                    | Richard Linklater     | |
| 2008 | Happy: un conte sobre la felicitat     | Mike Leigh            | |
| 2010 | Un altre any                           | Mike Leigh            | |
| 2010 | It's a Wonderful Afterlife             | Gurinder Chadha       | |
| 2011 | Thin Ice                               | Jill Sprecher         | |
| 2011 | Bernie                                 | Richard Linklater     | |
| 2012 | A Running Jump                         | Mike Leigh            | Curtmetratge |
| 2014 | Mr. Turner                             | Mike Leigh            | Premi de la British Society of Cinematographers a la millor fotografia International Cinephile Society Award a la millor fotografia National Society of Film Critics Award a la millor fotografia Satellite Award a la millor fotografia< br />Premi Vulcan Nominada—Premi de l'Acadèmia a la Millor Fotografia Nominada—Premi ASC a la millor fotografia Assoliment en cinematografia Nominada—Premi BAFTA a la millor fotografia Nominada—Critics' Choice Movie Award a la millor fotografia Nominada—Premi de la crítica de cinema de Los Angeles a la millor fotografia Nominada—Premi Online Film Critics Society a la millor fotografia Nominada— Premi de cinema de l'àrea de la badia de San Francisco a la millor fotografia Nominada—Premi de la Societat de Crítics de Cinema de Seattle a la millor fotografia |
| 2014 | Cuban Fury                             | James Griffiths       | |
| 2015 | The Pros                               | Cecilia Torquato      | Curtmetratge |
| 2015 | Legend                                 | Brian Helgeland       | |
| 2018 | Peterloo                               | Mike Leigh            | |
| 2019 | The Boy Who Harnessed the Wind         | Chiwetel Ejiofor      | |
| 2019 | Motherless Brooklyn                    | Edward Norton         | Nominat-Premi Satellite a la millor fotografia |
| 2020 | Supernova                              | Harry Macqueen        | |
| 2022 | The Outfit                             | Graham Moore          | |